# Jean-Augustin de Foresta
Pour les autres membres de la famille, voir famille de Foresta.
Jean-Augustin de Foresta, baron de Trets, premier président du parlement de Provence, est né à Aix vers 1520 et mort à Aix, le 25 octobre 1588. Il est enseveli aux Observantins.

## Biographie
Jean-Augustin de Foresta est le fils cadet de Christophe de Foresta, baron de Trets, seigneur de Lançon et de Mimet, conseillez-médecin ordinaire du roi, maître d'hôtel du roi de François Ier et premier gentilhomme du Dauphin, et de Pélègre Gandolfi. Son père acquiert pour lui une charge de conseiller au parlement de Provence en août 1543 (reçu le 2 octobre suivant). Il devient en 1554 président à mortier, puis premier président en juillet 1558. Il est jugé à Montpellier, devant un tribunal spécial, à la suite de l'interdiction du Parlement. Rétabli et gracié par le roi en 1564, il reprend sa place en 1566, après le départ du président de Morsan.
Il se marie le 8 septembre 1553 avec Anne d'Albertas, fille d'Amiel d'Albertas, seigneur de Villecroze et premier consul de Marseille, et de Françoise de Sabatériis.
Les descendants de Jean-Augustin de Foresta ont fait plusieurs branches : les barons de La Roquette, dont est Jean-Augustin de Foresta, marquis de La Roquette, président au parlement de Provence en 1632, les seigneurs de Colongue et celle des seigneurs de Châteauneuf et du Castelar.